# Hoofdklasse (vrouwenhandbal) 2018/19
De hoofdklasse is de laagste afdeling van het Nederlandse handbal bij de dames op landelijk niveau. De hoofdklasse bestaat uit vijf gelijkwaardige onafhankelijke groepen/competities (A, B, C, D en E), elk bestaande uit 12 teams en een eigen kampioen. Het kan voorkomen, e.g. omdat teams zich terugtrekken, dat een competitie uit minder dan 12 teams bestaat.

## Opzet
- De vijf kampioenen promoveren rechtstreeks naar de tweede divisie (mits er niet al een hogere ploeg van dezelfde vereniging in de tweede divisie speelt).
- De vijf ploegen die als laatste (twaalfde) eindigen degraderen naar de regio eerste klasse.
- Daarnaast spelen de vijf ploegen die als elfde zijn geëindigd onderling een halve competitie. De twee ploegen die hierbij als hoogste eindigen, handhaven zich in de hoofdklasse en de overige drie ploegen degraderen eveneens naar de regio eerste klasse.

Er promoveren dus 5 ploegen, en er degraderen 8 (gelijk aan het aantal eerste klassen bij de dames) ploegen.
- Indien er een mogelijkheid bestaat dat er op hoger niveau e.g. ploegen zich terugtrekken en er daardoor extra ploegen kunnen promoveren, worden er zogenaamde rangorde wedstrijden gespeeld tussen de vijf ploegen die als tweede geëindigd. Dit betreft een halve competitie waarin de volgorde wordt uitgemaakt van het eerste recht tot promotie indien er extra ploegen kunnen promoveren.

## Hoofdklasse A

### Teams
| Ploeg                | Plaats     | Provincie  | Hal                     |
| -------------------- | ---------- | ---------- | ----------------------- |
| Avanti Wilskracht    | Glanerbrug | Overijssel | Sporthal de Brug        |
| Borger               | Borger     | Drenthe    | de Koel                 |
| B.W.O.               | Hengelo    | Overijssel | sporthal 't Hoge Vonder |
| D.S.V.D. 2           | Deurningen | Overijssel | Sporthal 't Hoge Vonder |
| E&O 2                | Emmen      | Drenthe    | Angelslo                |
| Hacol '90            | Oldenzaal  | Overijssel | Sporthal Vondersweijde  |
| JD Techniek/Hurry-Up | Zwartemeer | Drenthe    | de Eendracht            |
| Olympia HGL          | Hengelo    | Overijssel | Sporthal Veldwijk       |
| R.S.C.               | Weerselo   | Overijssel | Sporthal 't Trefpunt    |
| Stevo                | Geesteren  | Overijssel | Sporthal de Ransuil     |
| Navique/SVBO         | Emmen      | Drenthe    | Sporthal Meerdijk       |
| V en S               | Groningen  | Groningen  | Sporthal Lewenborg      |

### Stand
| Pos | Team                     | Wed | W  | G | V  | Ptn | DV  | DT  | +/−  | Opmerking                                                |
| --- | ------------------------ | --- | -- | - | -- | --- | --- | --- | ---- | -------------------------------------------------------- |
| 1   | Navique/SVBO (K, P)      | 22  | 18 | 1 | 3  | 37  | 552 | 380 | +172 | Promoveert naar de tweede divisie                        |
| 2   | D.S.V.D. 2               | 22  | 18 | 0 | 4  | 34  | 577 | 405 | +172 | Rangorde wedstrijden                                     |
| 3   | Olympia HGL              | 22  | 14 | 2 | 6  | 30  | 556 | 446 | +110 |                                                          |
| 4   | Stevo                    | 22  | 14 | 1 | 7  | 29  | 597 | 521 | +76  |                                                          |
| 5   | Hacol '90                | 22  | 11 | 2 | 9  | 24  | 478 | 489 | −11  |                                                          |
| 6   | R.S.C.                   | 22  | 10 | 3 | 9  | 23  | 529 | 521 | +8   |                                                          |
| 7   | B.W.O.                   | 22  | 10 | 3 | 9  | 23  | 469 | 504 | −35  |                                                          |
| 8   | V en S                   | 22  | 8  | 0 | 14 | 16  | 437 | 474 | −37  |                                                          |
| 9   | E&O 2                    | 22  | 7  | 0 | 15 | 14  | 456 | 475 | −19  |                                                          |
| 10  | Avanti Wilskracht        | 22  | 6  | 2 | 14 | 14  | 390 | 493 | −103 |                                                          |
| 11  | JD Techniek/Hurry-Up (R) | 22  | 5  | 3 | 14 | 13  | 415 | 525 | −110 | Nacompetitie voor degradatie naar de regio eerste klasse |
| 12  | Borger (R)               | 22  | 2  | 1 | 19 | 5   | 335 | 558 | −223 | Degradeert naar de regio eerste klasse                   |

1. ↑  D.S.V.D. 2 heeft 2 punten in mindering gekregen.

### Uitslagen
| Thuis \ Uit          | AVA   | BRG   | BWO   | DSV   | E&O   | HAC   | HUR   | OLY   | RSC   | STE   | SVB   | V&S   |
| -------------------- | ----- | ----- | ----- | ----- | ----- | ----- | ----- | ----- | ----- | ----- | ----- | ----- |
| Avanti Wilskracht    |       | 15–13 | 19–22 | 13–23 | 16–15 | 19–27 | 14–12 | 21–20 | 20–25 | 22–24 | 17–17 | 24–22 |
| Borger               | 14–23 |       | 26–21 | 12–32 | 7–12  | 19–28 | 18–15 | 16–27 | 21–26 | 14–37 | 8–32  | 13–15 |
| B.W.O.               | 21–21 | 30–19 |       | 18–25 | 19–11 | 22–22 | 26–14 | 27–21 | 25–21 | 33–27 | 14–24 | 13–22 |
| D.S.V.D. 2           | 29–9  | 34–9  | 30–16 |       | 23–18 | 37–12 | 33–21 | 23–19 | 26–24 | 34–12 | 17–18 | 25–11 |
| E&O 2                | 33–14 | 26–11 | 34–16 | 24–27 |       | 19–15 | 22–23 | 21–28 | 21–25 | 21–26 | 17–28 | 26–21 |
| Hacol '90            | 22–15 | 25–22 | 25–24 | 23–19 | 21–19 |       | 29–17 | 20–26 | 19–19 | 25–29 | 19–15 | 24–21 |
| JD Techniek/Hurry-Up | 21–19 | 30–30 | 20–25 | 15–23 | 20–19 | 16–22 |       | 19–19 | 26–19 | 22–22 | 13–25 | 18–14 |
| Olympia HGL          | 33–19 | 25–8  | 20–22 | 26–18 | 36–11 | 27–23 | 35–17 |       | 31–21 | 29–26 | 18–25 | 30–22 |
| R.S.C.               | 26–19 | 27–13 | 27–27 | 23–25 | 29–23 | 28–23 | 25–20 | 21–21 |       | 21–34 | 30–22 | 28–21 |
| Stevo                | 33–21 | 32–16 | 32–18 | 30–31 | 28–23 | 26–18 | 28–21 | 24–25 | 34–28 |       | 25–28 | 28–23 |
| Navique/SVBO         | 26–16 | 23–14 | 26–11 | 30–18 | 17–18 | 26–13 | 37–17 | 26–18 | 27–19 | 31–17 |       | 29–22 |
| V en S               | 15–14 | 23–12 | 18–19 | 22–25 | 25–23 | 24–23 | 21–18 | 16–22 | 23–17 | 17–23 | 19–20 |       |

## Hoofdklasse B

### Teams
| Ploeg             | Plaats                | Provincie  | Hal                  |
| ----------------- | --------------------- | ---------- | -------------------- |
| Bentelo 2         | Bentelo               | Overijssel | Sporthal de Pol      |
| DFS Arnhem        | Arnhem                | Gelderland | Rijkerswoerd         |
| ESCA              | Arnhem                | Gelderland | Valkenhuizen         |
| HVBS              | Bunschoten-Spakenburg | Utrecht    | Stormvogel           |
| Lettele           | Lettele               | Overijssel | de Uutvlog           |
| OBW               | Herwen                | Gelderland | Lentemorgen          |
| Overwetering      | Olst                  | Overijssel | de Hooiberg          |
| Pacelli           | Zieuwent              | Gelderland | Sourcy Center        |
| T.V.O.            | Beckum                | Overijssel | Sporthal de Marke    |
| Wesepe            | Olst                  | Overijssel | de Hooiberg          |
| W.H.C.            | Hengevelde            | Overijssel | Sporthal de Marke    |
| Travelbags/Zwolle | Zwolle                | Overijssel | Sporthal Zwolle Zuid |

### Stand
| Pos | Team              | Wed | W  | G | V  | Ptn | DV  | DT  | +/−  | Opmerking                                                |
| --- | ----------------- | --- | -- | - | -- | --- | --- | --- | ---- | -------------------------------------------------------- |
| 1   | Pacelli (K, P)    | 22  | 20 | 0 | 2  | 40  | 620 | 442 | +178 | Promoveert naar de tweede divisie                        |
| 2   | Lettele           | 22  | 19 | 0 | 3  | 38  | 675 | 478 | +197 | Rangorde wedstrijden                                     |
| 3   | ESCA              | 22  | 11 | 0 | 11 | 20  | 497 | 495 | +2   |                                                          |
| 4   | HVBS              | 22  | 9  | 2 | 11 | 20  | 514 | 547 | −33  |                                                          |
| 5   | Travelbags/Zwolle | 22  | 10 | 0 | 12 | 20  | 547 | 588 | −41  |                                                          |
| 6   | Bentelo 2         | 22  | 9  | 1 | 12 | 19  | 532 | 553 | −21  |                                                          |
| 7   | T.V.O.            | 22  | 9  | 1 | 12 | 19  | 488 | 550 | −62  |                                                          |
| 8   | Wesepe            | 22  | 8  | 2 | 12 | 18  | 556 | 579 | −23  |                                                          |
| 9   | Overwetering      | 22  | 8  | 2 | 12 | 18  | 508 | 545 | −37  |                                                          |
| 10  | OBW               | 22  | 9  | 0 | 13 | 18  | 509 | 554 | −45  |                                                          |
| 11  | W.H.C. (R)        | 22  | 8  | 1 | 13 | 17  | 442 | 490 | −48  | Nacompetitie voor degradatie naar de regio eerste klasse |
| 12  | DFS Arnhem (R)    | 22  | 7  | 1 | 14 | 15  | 501 | 568 | −67  | Degradeert naar de regio eerste klasse                   |

1. ↑  ESCA heeft 2 punten in mindering gekregen.

### Uitslagen
| Thuis \ Uit       | BEN   | DFS   | ESH   | HVB   | LET   | OBW   | OVE   | PAC   | TVO   | WES   | WHH   | ZWO   |
| ----------------- | ----- | ----- | ----- | ----- | ----- | ----- | ----- | ----- | ----- | ----- | ----- | ----- |
| Bentelo 2         |       | 22–22 | 18–22 | 30–17 | 21–35 | 30–24 | 26–28 | 18–22 | 29–18 | 31–26 | 15–19 | 36–18 |
| DFS Arnhem        | 18–20 |       | 14–22 | 27–17 | 21–32 | 33–24 | 21–27 | 21–34 | 24–26 | 25–22 | 31–22 | 30–31 |
| ESCA              | 30–25 | 22–14 |       | 22–28 | 15–22 | 26–18 | 26–19 | 25–24 | 27–15 | 25–22 | 14–17 | 22–23 |
| HVBS              | 27–23 | 36–29 | 27–22 |       | 30–33 | 21–26 | 25–19 | 26–35 | 20–25 | 22–22 | 21–18 | 29–27 |
| Lettele           | 41–21 | 32–13 | 29–18 | 32–24 |       | 32–20 | 33–21 | 20–24 | 35–18 | 30–22 | 30–17 | 40–30 |
| OBW               | 28–22 | 27–18 | 22–25 | 19–20 | 26–35 |       | 21–19 | 15–23 | 22–25 | 30–27 | 22–16 | 23–20 |
| Overwetering      | 30–26 | 20–24 | 24–20 | 21–21 | 21–30 | 34–24 |       | 21–33 | 17–20 | 26–26 | 22–20 | 25–26 |
| Pacelli           | 37–24 | 31–15 | 27–22 | 21–20 | 18–21 | 33–25 | 34–16 |       | 20–16 | 30–25 | 35–16 | 26–17 |
| T.V.O.            | 21–22 | 21–28 | 32–28 | 31–20 | 18–30 | 24–31 | 23–25 | 15–31 |       | 28–26 | 23–23 | 30–28 |
| Wesepe            | 22–26 | 29–24 | 25–20 | 24–21 | 23–31 | 26–20 | 28–26 | 27–33 | 28–23 |       | 31–25 | 26–29 |
| W.H.C.            | 21–18 | 21–25 | 19–21 | 20–19 | 25–21 | 22–23 | 18–15 | 14–23 | 20–19 | 20–21 |       | 29–20 |
| Travelbags/Zwolle | 27–29 | 30–24 | 31–23 | 21–23 | 32–31 | 23–19 | 20–32 | 23–26 | 16–17 | 34–28 | 21–20 |       |

## Hoofdklasse C

### Teams
| Ploeg                          | Plaats                | Provincie     | Hal             |
| ------------------------------ | --------------------- | ------------- | --------------- |
| Bevo HC 2                      | Panningen             | Limburg       | de Heuf         |
| ESC '90                        | Stein                 | Limburg       | Merode          |
| LimMid                         | Maasbracht            | Limburg       | Jo Gerrishallen |
| Margraten                      | Margraten             | Limburg       | de Hoven        |
| MEOS                           | Nederweert-Ospel      | Limburg       | de Bengele      |
| M.I.C.                         | Meerssen - Valkenburg | Limburg       | Marsana         |
| NOAV                           | Susteren              | Limburg       | Reinoudhal      |
| PSV Handbal 2                  | Eindhoven             | Noord-Brabant | De Tempel       |
| De Sprint                      | Deurne                | Noord-Brabant | De Peelhorst    |
| Swift Helmond                  | Helmond               | Noord-Brabant | VEKA Hal        |
| Vlug en Lenig 2                | Geleen                | Limburg       | Glanerbrook     |
| Cabooter Group/HandbaL Venlo 2 | Venlo                 | Limburg       | Craneveld       |

### Stand
| Pos | Team                                  | Wed | W  | G | V  | Ptn | DV  | DT  | +/−  | Opmerking                                                |
| --- | ------------------------------------- | --- | -- | - | -- | --- | --- | --- | ---- | -------------------------------------------------------- |
| 1   | Cabooter Group/HandbaL Venlo 2 (K, P) | 22  | 19 | 2 | 1  | 40  | 619 | 442 | +177 | Promoveert naar de tweede divisie                        |
| 2   | Bevo HC 2                             | 22  | 14 | 0 | 8  | 28  | 549 | 506 | +43  | Rangorde wedstrijden                                     |
| 3   | De Sprint                             | 22  | 13 | 1 | 8  | 27  | 470 | 454 | +16  |                                                          |
| 4   | NOAV                                  | 22  | 11 | 0 | 11 | 22  | 472 | 456 | +16  |                                                          |
| 5   | M.I.C.                                | 22  | 11 | 0 | 11 | 22  | 512 | 501 | +11  |                                                          |
| 6   | Margraten                             | 22  | 11 | 0 | 11 | 22  | 529 | 532 | −3   |                                                          |
| 7   | MEOS                                  | 22  | 10 | 0 | 12 | 20  | 548 | 553 | −5   |                                                          |
| 8   | Vlug en Lenig 2                       | 22  | 8  | 2 | 12 | 18  | 491 | 507 | −16  |                                                          |
| 9   | LimMid                                | 22  | 9  | 0 | 13 | 18  | 441 | 485 | −44  |                                                          |
| 10  | PSV Handbal 2                         | 22  | 9  | 0 | 13 | 18  | 490 | 539 | −49  |                                                          |
| 11  | Swift Helmond (R)                     | 22  | 7  | 2 | 13 | 16  | 514 | 552 | −38  | Nacompetitie voor degradatie naar de regio eerste klasse |
| 12  | ESC '90 (R)                           | 22  | 6  | 1 | 15 | 13  | 439 | 547 | −108 | Degradeert naar de regio eerste klasse                   |

### Uitslagen
| Thuis \ Uit                    | BEV   | ESC   | LIM   | MAR   | MEO   | MIC   | NOA   | PSV   | SPR   | SWH   | VEN   | V&L   |
| ------------------------------ | ----- | ----- | ----- | ----- | ----- | ----- | ----- | ----- | ----- | ----- | ----- | ----- |
| Bevo HC 2                      |       | 33–21 | 24–15 | 32–17 | 19–30 | 27–18 | 28–27 | 24–12 | 25–21 | 31–21 | 16–25 | 31–27 |
| ESC '90                        | 16–26 |       | 16–20 | 16–22 | 26–24 | 32–30 | 20–23 | 22–18 | 27–27 | 20–22 | 24–22 | 20–19 |
| LimMid                         | 20–18 | 22–13 |       | 28–22 | 14–13 | 18–23 | 17–22 | 30–20 | 17–18 | 30–28 | 18–25 | 22–18 |
| Margraten                      | 23–29 | 29–17 | 29–20 |       | 37–26 | 22–39 | 26–21 | 29–22 | 15–21 | 24–23 | 23–25 | 20–12 |
| MEOS                           | 26–34 | 19–18 | 31–25 | 25–20 |       | 25–29 | 23–28 | 24–23 | 29–24 | 33–28 | 18–21 | 26–16 |
| M.I.C.                         | 28–21 | 24–16 | 17–21 | 19–24 | 32–26 |       | 22–23 | 27–24 | 19–15 | 21–23 | 23–28 | 24–19 |
| NOAV                           | 14–15 | 31–20 | 24–20 | 20–26 | 21–27 | 11–16 |       | 19–16 | 19–20 | 25–14 | 20–21 | 23–15 |
| PSV Handbal 2                  | 28–27 | 18–20 | 23–22 | 30–27 | 27–22 | 24–19 | 24–20 |       | 24–20 | 27–25 | 15–34 | 23–28 |
| De Sprint                      | 27–15 | 23–18 | 15–13 | 24–22 | 23–20 | 26–23 | 22–19 | 25–22 |       | 18–13 | 22–26 | 17–19 |
| Swift Helmond                  | 30–24 | 32–18 | 29–25 | 23–31 | 33–28 | 17–20 | 17–21 | 25–19 | 20–22 |       | 22–22 | 21–21 |
| Cabooter Group/HandbaL Venlo 2 | 36–23 | 29–17 | 35–10 | 32–18 | 33–27 | 29–18 | 27–18 | 29–23 | 26–20 | 39–27 |       | 30–15 |
| Vlug en Lenig 2                | 24–27 | 34–22 | 22–14 | 28–23 | 22–26 | 30–21 | 20–23 | 21–28 | 23–20 | 33–21 | 25–25 |       |

## Hoofdklasse D

### Teams
| Ploeg                      | Plaats         | Provincie     | Hal                   |
| -------------------------- | -------------- | ------------- | --------------------- |
| Habo '95                   | Boekel         | Noord-Brabant | De Burcht             |
| Heerle                     | Heerle         | Noord-Brabant | De Omganck            |
| Hellas                     | Den Haag       | Zuid-Holland  | Hellashal             |
| Goodflooring/H.M.C.-H.V.M. | Raamsdonksveer | Noord-Brabant | Dongemond             |
| Houten                     | Houten         | Utrecht       | The Dome              |
| Internos                   | Etten-Leur     | Noord-Brabant | Munnikenheide College |
| M.H.V. '81                 | Mill           | Noord-Brabant | de Looierij           |
| SC Twist                   | Schiedam       | Zuid-Holland  | Westwijk              |
| Verburch                   | Poeldijk       | Zuid-Holland  | J. v.d. Valkhal       |
| VHC '13                    | Valkenswaard   | Noord-Brabant | Amundsenlaan          |
| WPK/Westlandia 2           | Naaldwijk      | Zuid-Holland  | De Pijl               |

### Stand
| Pos | Team                       | Wed | W  | G | V  | Ptn | DV  | DT  | +/−  | Opmerking                                                |
| --- | -------------------------- | --- | -- | - | -- | --- | --- | --- | ---- | -------------------------------------------------------- |
| 1   | M.H.V. '81 (K, P)          | 20  | 16 | 1 | 3  | 33  | 561 | 477 | +84  | Promoveert naar de tweede divisie                        |
| 2   | Habo '95                   | 20  | 12 | 2 | 6  | 26  | 557 | 456 | +101 | Rangorde wedstrijden                                     |
| 3   | Hellas                     | 20  | 11 | 2 | 7  | 24  | 493 | 474 | +19  |                                                          |
| 4   | Verburch                   | 20  | 10 | 0 | 10 | 20  | 499 | 479 | +20  |                                                          |
| 5   | Goodflooring/H.M.C.-H.V.M. | 20  | 9  | 2 | 9  | 20  | 438 | 431 | +7   |                                                          |
| 6   | Internos                   | 20  | 9  | 2 | 9  | 20  | 448 | 449 | −1   |                                                          |
| 7   | WPK/Westlandia 2           | 20  | 10 | 0 | 10 | 20  | 447 | 457 | −10  |                                                          |
| 8   | VHC '13                    | 20  | 9  | 1 | 10 | 19  | 462 | 510 | −48  |                                                          |
| 9   | Houten                     | 20  | 7  | 3 | 10 | 17  | 490 | 525 | −35  |                                                          |
| 10  | Heerle                     | 20  | 5  | 1 | 14 | 11  | 373 | 440 | −67  |                                                          |
| 11  | SC Twist (O)               | 20  | 5  | 0 | 15 | 10  | 397 | 467 | −70  | Nacompetitie voor degradatie naar de regio eerste klasse |

### Uitslagen
| Thuis \ Uit                | H&H   | HAB   | HEE   | HEL   | HOU   | INT   | MHV   | TWI   | VER   | VHC   | WLA   |
| -------------------------- | ----- | ----- | ----- | ----- | ----- | ----- | ----- | ----- | ----- | ----- | ----- |
| Goodflooring/H.M.C.-H.V.M. |       | 31–28 | 22–21 | 27–20 | 19–19 | 21–21 | 21–27 | 22–24 | 22–16 | 23–19 | 22–13 |
| Habo '95                   | 28–22 |       | 30–13 | 21–21 | 37–21 | 32–18 | 30–30 | 33–19 | 29–26 | 37–23 | 37–24 |
| Heerle                     | 9–14  | 24–21 |       | 21–23 | 18–23 | 15–21 | 16–24 | 20–18 | 21–19 | 23–24 | 21–19 |
| Hellas                     | 24–18 | 26–21 | 30–20 |       | 25–23 | 31–24 | 21–25 | 26–23 | 25–31 | 21–30 | 25–22 |
| Houten                     | 21–18 | 23–31 | 19–19 | 26–37 |       | 25–24 | 38–39 | 31–20 | 25–19 | 26–26 | 24–20 |
| Internos                   | 19–21 | 25–23 | 25–17 | 22–22 | 27–24 |       | 23–26 | 29–20 | 15–28 | 21–14 | 30–19 |
| M.H.V. '81                 | 27–26 | 27–26 | 28–20 | 28–18 | 32–20 | 28–24 |       | 19–17 | 32–29 | 45–25 | 34–16 |
| SC Twist                   | 17–23 | 15–25 | 18–21 | 14–20 | 26–24 | 14–17 | 21–23 |       | 21–19 | 25–16 | 23–21 |
| Verburch                   | 30–24 | 28–25 | 20–15 | 24–31 | 31–32 | 24–25 | 29–23 | 22–21 |       | 20–17 | 21–20 |
| VHC '13                    | 23–22 | 20–22 | 23–22 | 26–25 | 29–21 | 26–21 | 30–29 | 24–22 | 28–38 |       | 22–24 |
| WPK/Westlandia 2           | 25–20 | 20–21 | 19–17 | 28–22 | 28–25 | 19–17 | 27–15 | 32–19 | 28–25 | 23–17 |       |

## Hoofdklasse E

### Teams
| Ploeg                 | Plaats        | Provincie     | Hal             |
| --------------------- | ------------- | ------------- | --------------- |
| Green Park/Aalsmeer 2 | Aalsmeer      | Noord-Holland | de Bloemhof     |
| Cometas               | Leeuwarden    | Friesland     | Kalverdijkje 2  |
| KSV                   | Heerhugowaard | Noord-Holland | Waardergolf     |
| Meervogels '60        | Akersloot     | Noord-Holland | de Lelie        |
| Westfriesland/SEW 3   | Nibbixwoud    | Noord-Holland | de Dres         |
| Tornado               | Heerhugowaard | Noord-Holland | Waardergolf     |
| U.S.                  | Amsterdam     | Noord-Holland | de Pijp         |
| OTTO Work Force/VOC 3 | Amsterdam     | Noord-Holland | Elzenhagen      |
| Commandeur/VVW 2      | Wervershoof   | Noord-Holland | de Dars         |
| JuRo Unirek/VZV 2     | 't Veld       | Noord-Holland | 't Zijveld      |
| WPK/Westlandia 3      | Naaldwijk     | Zuid-Holland  | De Pijl         |
| Zeeburg               | Diemen        | Noord-Holland | Sporthal Diemen |

### Stand
| Pos | Team                      | Wed | W  | G | V  | Ptn | DV  | DT  | +/−  | Opmerking                                                |
| --- | ------------------------- | --- | -- | - | -- | --- | --- | --- | ---- | -------------------------------------------------------- |
| 1   | JuRo Unirek/VZV 2 (K, P)  | 22  | 20 | 0 | 2  | 40  | 673 | 479 | +194 | Promoveert naar de tweede divisie                        |
| 2   | Zeeburg                   | 22  | 18 | 0 | 4  | 36  | 568 | 459 | +109 | Rangorde wedstrijden                                     |
| 3   | U.S.                      | 22  | 18 | 0 | 4  | 36  | 579 | 488 | +91  |                                                          |
| 4   | Cometas                   | 22  | 11 | 3 | 8  | 25  | 565 | 541 | +24  |                                                          |
| 5   | WPK/Westlandia 3          | 22  | 11 | 1 | 10 | 23  | 577 | 544 | +33  |                                                          |
| 6   | Tornado                   | 22  | 9  | 0 | 13 | 18  | 493 | 533 | −40  |                                                          |
| 7   | Meervogels '60            | 22  | 8  | 1 | 13 | 17  | 539 | 554 | −15  |                                                          |
| 8   | Westfriesland/SEW 3       | 22  | 9  | 1 | 12 | 17  | 563 | 587 | −24  |                                                          |
| 9   | Green Park/Aalsmeer 2     | 22  | 5  | 5 | 12 | 15  | 529 | 592 | −63  |                                                          |
| 10  | KSV                       | 22  | 7  | 1 | 14 | 15  | 458 | 562 | −104 |                                                          |
| 11  | Commandeur/VVW 2          | 22  | 5  | 2 | 15 | 12  | 536 | 629 | −93  | Nacompetitie voor degradatie naar de regio eerste klasse |
| 12  | OTTO Work Force/VOC 3 (R) | 22  | 4  | 0 | 18 | 8   | 501 | 613 | −112 | Degradeert naar de regio eerste klasse                   |

1. ↑  Westfriesland/SEW 3 heeft 2 punten in mindering gekregen.

### Uitslagen
| Thuis \ Uit           | AAL   | COM   | KSV   | MEE   | SEW   | TOR   | US    | VOC   | VVW   | VZV   | WLA   | ZEE   |
| --------------------- | ----- | ----- | ----- | ----- | ----- | ----- | ----- | ----- | ----- | ----- | ----- | ----- |
| Green Park/Aalsmeer 2 |       | 22–22 | 22–22 | 25–24 | 32–19 | 26–21 | 20–30 | 18–17 | 32–32 | 27–35 | 26–27 | 21–22 |
| Cometas               | 24–24 |       | 28–25 | 27–25 | 26–26 | 27–24 | 30–32 | 23–22 | 27–16 | 22–23 | 22–26 | 26–27 |
| KSV                   | 26–23 | 16–30 |       | 19–18 | 23–19 | 18–16 | 21–28 | 20–16 | 23–21 | 18–35 | 20–28 | 19–28 |
| Meervogels '60        | 30–30 | 27–34 | 32–23 |       | 23–16 | 17–15 | 21–23 | 32–24 | 36–22 | 24–22 | 27–22 | 22–26 |
| Westfriesland/SEW 3   | 25–26 | 22–26 | 25–23 | 33–29 |       | 26–25 | 22–23 | 40–22 | 26–28 | 24–25 | 36–29 | 20–27 |
| Tornado               | 27–22 | 23–27 | 24–20 | 27–22 | 24–26 |       | 10–26 | 27–23 | 36–26 | 23–24 | 22–21 | 27–22 |
| U.S.                  | 28–19 | 27–24 | 37–19 | 24–25 | 28–25 | 21–17 |       | 26–19 | 33–21 | 22–31 | 26–21 | 26–21 |
| OTTO Work Force/VOC 3 | 27–24 | 27–23 | 25–24 | 26–25 | 26–35 | 25–28 | 25–28 |       | 20–24 | 24–35 | 20–31 | 16–26 |
| Commandeur/VVW 2      | 33–24 | 26–30 | 23–33 | 28–21 | 18–22 | 28–29 | 27–30 | 27–26 |       | 27–32 | 26–33 | 18–22 |
| JuRo Unirek/VZV 2     | 41–25 | 33–21 | 38–12 | 31–16 | 40–23 | 30–12 | 30–21 | 29–26 | 34–19 |       | 32–26 | 21–19 |
| WPK/Westlandia 3      | 28–27 | 24–25 | 22–19 | 28–17 | 30–31 | 25–15 | 22–21 | 34–23 | 29–29 | 26–31 |       | 19–20 |
| Zeeburg               | 32–14 | 24–21 | 24–15 | 29–26 | 34–22 | 31–21 | 18–19 | 34–22 | 31–17 | 22–21 | 29–26 |       |

## Nacompetitie voor handhaving/degradatie
De 5 nummers 11 van de afzonderlijke groepen/competities spelen, op één dag op neutraal terrein (de Bloemhof te Aalsmeer), onderling een halve competitie van ingekorte wedstrijden (2x 20 minuten). De twee ploegen die als hoogste eindigen, handhaven zich in de hoofdklasse. De overige 3 ploegen degraderen naar de regio eerste klasse.

### Teams
| Positie | Team                 | Opmerking     |
| ------- | -------------------- | ------------- |
| No. 11  | JD Techniek/Hurry-Up | Hoofdklasse A |
| No. 11  | W.H.C.               | Hoofdklasse B |
| No. 11  | Swift Helmond        | Hoofdklasse C |
| No. 11  | SC Twist             | Hoofdklasse D |
| No. 11  | Commandeur/VVW 2     | Hoofdklasse E |

### Stand
| Pos | Team                     | Wed | W | G | V | Ptn | DV | DT | +/− | Opmerking                              |
| --- | ------------------------ | --- | - | - | - | --- | -- | -- | --- | -------------------------------------- |
| 1   | SC Twist                 | 4   | 4 | 0 | 0 | 8   | 59 | 49 | +10 | Gehandhaafd in de hoofdklasse          |
| 2   | Commandeur/VVW 2         | 4   | 2 | 0 | 2 | 4   | 52 | 49 | +3  | Gehandhaafd in de hoofdklasse          |
| 3   | Swift Helmond (R)        | 4   | 1 | 1 | 2 | 3   | 48 | 48 | 0   | Degraderen naar de regio eerste klasse |
| 4   | W.H.C. (R)               | 4   | 1 | 1 | 2 | 3   | 42 | 44 | −2  | Degraderen naar de regio eerste klasse |
| 5   | JD Techniek/Hurry-Up (R) | 4   | 1 | 0 | 3 | 2   | 47 | 58 | −11 | Degraderen naar de regio eerste klasse |

### Uitslagen
| Thuis \ Uit          | HUR   | SWH   | TWI   | VVW   | WHH   |
| -------------------- | ----- | ----- | ----- | ----- | ----- |
| JD Techniek/Hurry-Up |       | 10–16 |       |       | 7–10  |
| Swift Helmond        |       |       | 10–12 | 11–15 |       |
| SC Twist             | 20–17 |       |       | 15–11 |       |
| Commandeur/VVW 2     | 12–13 |       |       |       | 14–10 |
| W.H.C.               |       | 11–11 | 11–12 |       |       |

## Rangorde wedstrijden
De 5 nummers 2 van de afzonderlijke groepen/competities spelen, op één dag op neutraal terrein (de Bloemhof te Aalsmeer), onderling een halve competitie van ingekorte wedstrijden (2x 20 minuten).
In geval er e.g. door het terugtrekken van ploegen in de hogere divisies extra ploegen kunnen promoveren, bepaald de rangorde van deze halve competitie welke ploeg of ploegen als eerste het recht tot promotie verkrijgen.
De ploegen Bevo HC 2, Habo '95 en Lettele hebben afgezien van deelname zodat uiteindelijk alleen D.S.V.D. 2 en Zeeburg overbleven.
| 14 april 2019 | Zeeburg | 20–23 | D.S.V.D. 2 |  |
| 14 april 2019 |         |       |            |  |
| 14 april 2019 |         |       |            |  |